# Kunstgewerbeschule

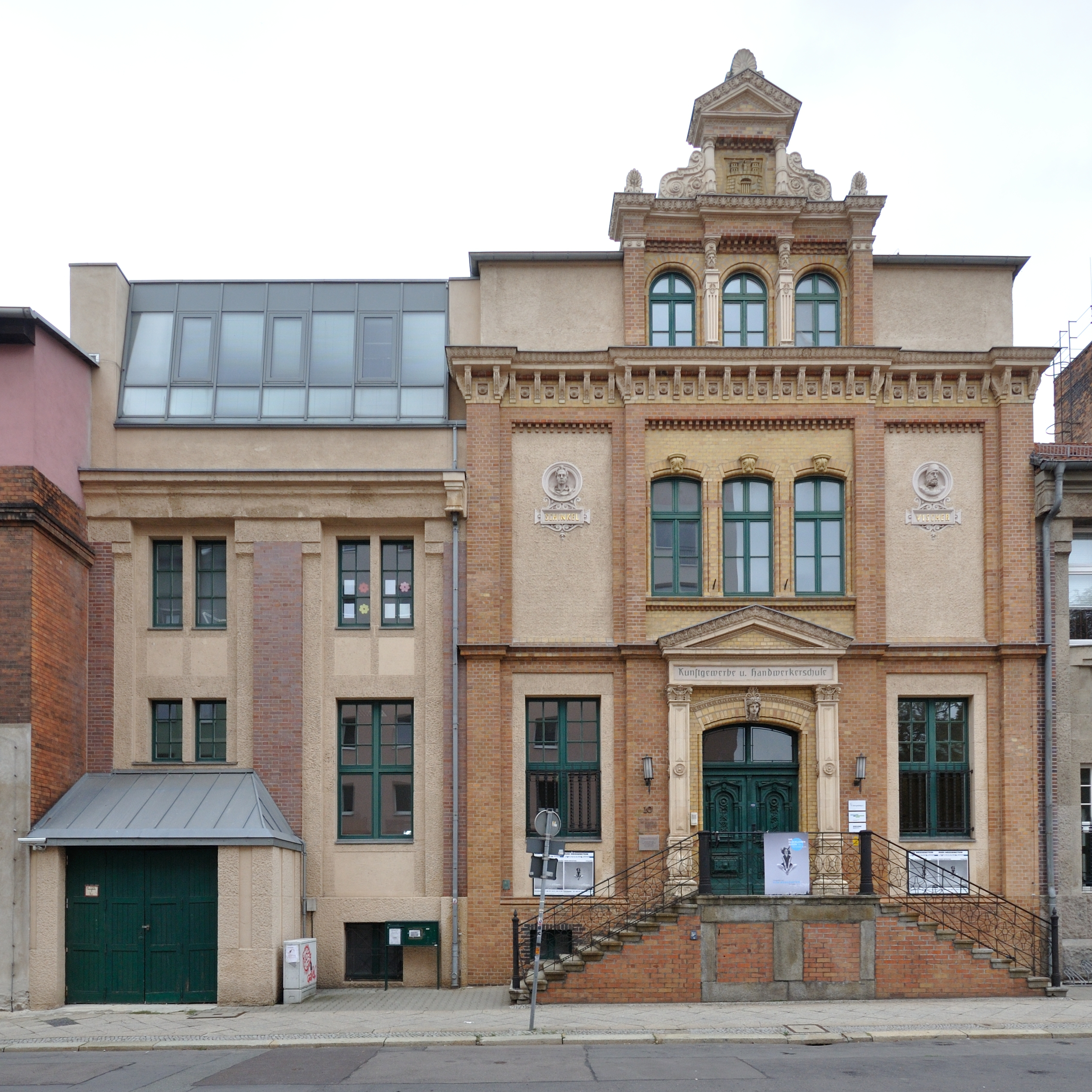
Escuela de artes y oficios en Brandenburger Straße 10 en Magdeburg-Altstadt.

Escuela Alemana de Artes y Oficios. 
Kunstgewerbeschule tiene su raíz en las Angewandten Kunst o Escuela de Artes Aplicadas y con Las Kunstgewerbemuseum o museos de Arte y diseño.
Fundada inicialmente en 1884. Es una "Liga" o Conjunto de Escuelas dedicadas a diferentes Artes u Oficios, requeridos por los empleadores de la época. Siendo estas el precedente de Las actuales escuelas Secundarias o de nivel medio que imparten enseñanza con diferentes orientaciones: técnicas, industriales o tecnológicas, comerciales, de artes, etc.
En 1902 será el encargado de dirigir en Weimar el
Kunstgewerbeschule Institut, antecedente de la Bauhaus. Sus trabajos le llevan a
manifestar la dialéctica entre el desarrollo industrial y la producción arquitectónica.
- Datos: Q392376